# オイゲン・シュタイムレ

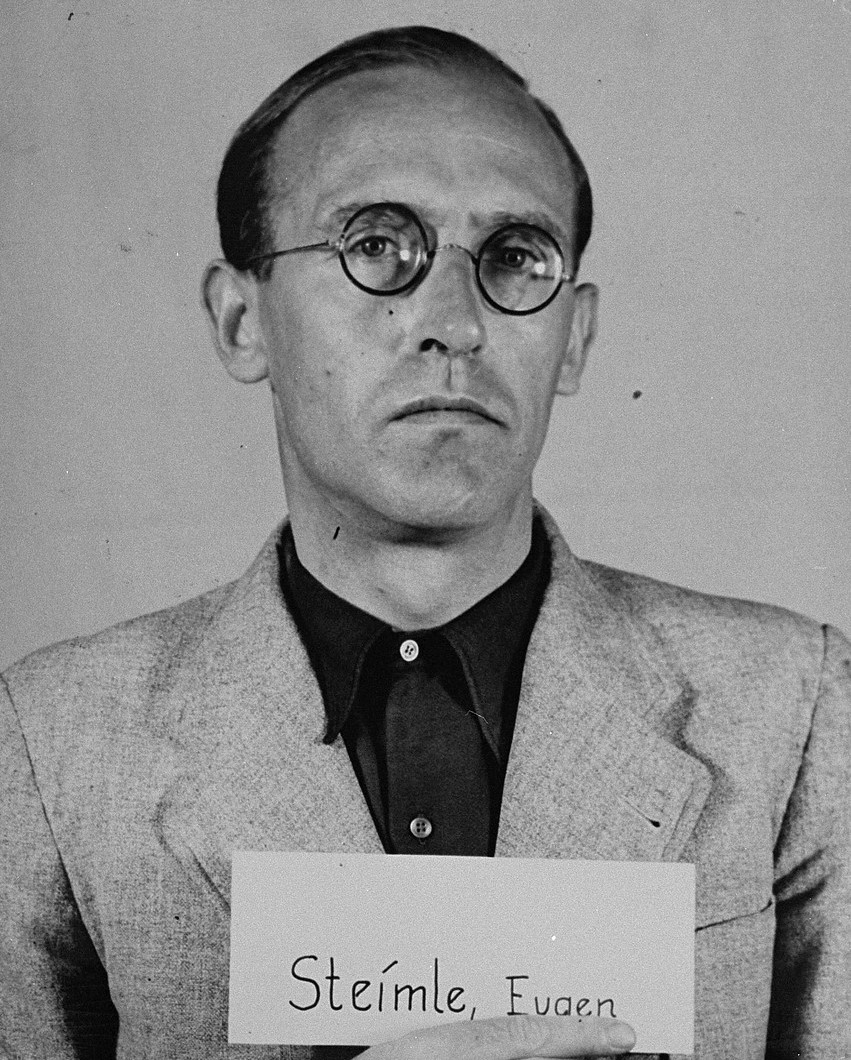
アインザッツグルッペン裁判の際のオイゲン・シュタイムレ

オイゲン・シュタイムレ（Eugen Steimle、1909年12月8日‐1987年10月9日）は、ナチス・ドイツの親衛隊（SS）の将校。アインザッツグルッペンの指揮官の一人。最終階級は親衛隊大佐（SS-Standartenführer）。

## 略歴
ノイブラッハ（de:Neubulach）出身。テュービンゲン大学やベルリン大学で歴史学と外国語を学んだのち、教師となる。1932年に国家社会主義ドイツ労働者党（ナチス党）に入党。親衛隊の隊員となる。1936年4月にSDに配属され、1936年9月からシュトゥットガルトのSD長官となる。
1941年9月7日から12月10日にかけてアインザッツグルッペンBに属するゾンダーコマンド7aの隊長に任じられる。彼が東部戦線でゾンダーコマンド7aを指揮している間、ゾンダーコマンド7aは500人のユダヤ人を銃殺している。さらに1942年8月から1943年1月にかけてアインザッツグルッペンCに属するゾンダーコマンド4aの隊長となる。任務を終えてドイツへ帰国したのち、国家保安本部VI局（SD対外諜報局）B部（ドイツ・イタリア諜報部）部長に就任する。
1948年にニュルンベルク継続裁判のひとつアインザッツグルッペン裁判にかけられた。はじめ死刑判決を受けたが、1951年に20年の懲役刑に減刑され、さらに1954年6月には釈放された。釈放後はヴィルヘルムスドルフ（Wilhelmsdorf）の福音派の学校で再び歴史の教師となった。1987年に同地で死去。

## 文献
- (ドイツ語)Rainer Lächele: Vom Reichssicherheitshauptamt in ein evangelisches Gymnasium. Die Geschichte des Eugen Steimle, in: Rainer Lächele, Jörg Thierfelder (Hrsg.): Evangelisches Württemberg zwischen Weltkrieg und Wiederaufbau. (= Quellen und Forschungen zur württembergischen Kirchengeschichte, Band 13). Calwer Verlag, Stuttgart 1995 ISBN 3-7668-3289-1; S. 260-288